# Милош Војновић Лаутнер
Милош Војновић Лаутнер (Марибор, 4. новембар 1915 — Сеча Река, 23. септембар 1943) био је пилот, инструктор скијања и летења, алпиниста, скијаш, једриличар, током Другог светског рата капетан командант Четвртог батаљона Српског добровољачког корпуса.

## Биографија

### Словенија (1915-1938)
Рођен је крајем 1915. године у Марибору, у немачко-словеначкој породици као Хенрик Лаутнер.
Лаутнер је основну и средњу школу завршио у Марибору, а затим је уписао стоматолошки факултет. Уз образовање се активно бавио спортом. Био је изузетан скијаш (такмичио се у више алпских дисциплина), а бавио се једриличарством и био пилот.
Један је од родоначелника алпинизма у Марибору. 30. августа 1937. године учествовао је у оснивању Алпинистичке секције. Оснивању су присуствовали Миран Цизељ, Душан Водеб, Душан Фурлан, Мирко Лоргер, Макс Долиншек, Божо Гајшек, Звонко Берлич, Марјан Кожух, Алберт Детичек. Шеф секције био је Мирко Лоргер, технички руководилац Миран Цизељ, секретар Душан Водеб, мајстор секције Душан Фурлан, пропагандиста Марјан Кожух, а прве две године за благајну је био задужен Хенрик Лаутнер. Лаутнер је поставио неколико алпинистичких смерова у Камнишко-Савињским Алпима. У Словенији је постао инструктор скијања и започео пилотско образовање.

### Боравак у Србији пре Другог светског рата (1938-1941)
По доласку у Србију је похађао једриличарску и пилотску школу у Нишу, након чега је постао наставник летења на Златибору. На Златибор је дошао 1938, где је вршио дужност шефа наставе летења. Истакао се стручношћу као амбициозан, вредан, темперамeнтан. Као организатор битно је допринео резултатима Једриличарског центра на Златибору, посебно у броју "Ц" дипломе и раду на ауто-витлу, чиме је доказао да је Златибор погодан за високо једрење. Заслужан је и за развој једриличарства у Ужичкој гимназији.
Једриличарски центар на Златибору основао је 1935 године Југословенски Краљевски Академски аеро-клуб из Београда. То је био највећи и најорганизованији једриличарски центар како у држави тако и на простору Балкана. Нарочито је 1938 година значајна јер је отворен нов Једриличарски Дом који је донео квалитативну разлику у погледу смештаја и обуке. Дом је подсећао на Златиборске брвнаре јер је направљен од дрвених облица и потпуно се архитектонски уклопио у лепоте Краљевих вода и недирнуте природе. Дом је располагао са административним просторијама, спаваоницом за 80 ученика, трпезаријом, кухињом, купатилом са десетак тушева, амбулантом, терасом дуж читаве зграде са погледом на Торник и Чиготу. Поред Дома је направљен и хангар за смештај 10-15 једрилица. У саставу хангара су биле смештене столарска и браварска радионица за одржавање летећег парка.
За школу Златиборског једриличарског центра посебно су заслужни наставници летења: Душан Недокланац, Константин Ђорђевић, Јохан Волф, Марко Јовановић, Чедомир Поповић, Милош Војновић Лаутнер, Георгије Нинчић, Тихомир Илић, Лука Попов, Боривоје Мирић, Богумил Јаклаћ и Бранислав Поповић.
Поред једриличарства допринео је и развоју скијања у Србији. Учествовао је на савезним такмичењима у скијању, а на Златибору је, као инструктор скијања, преносио своје знање.
Оженио се 1941. године са Надеждом Мирковић из Ужица, ћерком познатог ужичког трговца Андрије Мирковића и Милице Мирковић, рођене Бошковић. Пре тога се крстио у манастиру Жича, примио православну веру и узео српско име Милош Војновић, по српском средњовековном војводи и епском јунаку. Наводно га је крстио лично епископ Николај Велимировић.. Крштењу је присуствовао Михаило Олћан, министар народне привреде у Влади народног спаса.
Са Надеждом Војновић (рођ. Мирковић) је имао синoве Душана (рођен 17. августа 1940. године) и Владимира (рођен 1942. године).

### Период за време Другог светског рата (1941-1943)
По отпочињању рата приступио је Српском добровољачком корпусу.
14. и 15. октобра 1941. године у Крагујевац су дошле две чете добровољаца - једна под командом Марисава Петровића, а друга под командом Милоша Војновића. Управо том приликом, стицајем околности, Војновић се нашао у средишту велике трагедије за Српски народ и великог злочина који је починила фашистичка Немачка - стрељања 2.300 Крагујевчана. Повод за овај злочин је заједничка акција четничких и партизанских снага на немачку колону код места Љуљаци, која се догодила 16. октобра 1941. године, а у којој је страдало 10, а рањенo 26 немачких војника. Немци су одлучили да изврше одмазду према устанољеном разрезу - 100 Срба за једног убијеног и 50 за једног рањеног Немца. Увече, 18. октобра 1941. године, ухапшени су сви комунисти и Јевреји у Крагујевцу, пре раније састављеним списковима, али је њих било свега око 70, односно мало за одмазду. Наредног дана, 19. октобра, уследило је масовно хапшење становништва од 16 до 60 година. У недостатку ухапшених, Немци су из школа изводили читаве разреде заједно са наставницима. Снаге добровољаца нису учествовале у акцији привођења становништва. Док је трајало хапшење грађана, ове две јединице су биле блокиране од немачких снага, без објашњења. Потом, када је блокада скинута, Војновић и Петровић су у Крајскомандадутури са запрепашћењем сазнали шта се ради у вароши. Нису помогла Петровићева убеђивања немачког мајора Кенига, који је руководио припремема одмазде, чак ни нуђење својих добровољаца као замене. Потом се умешао командант места капетан Бишофхаузен, који је предложио да се направе спискови људи за које би Петровић могао да гарантује. Како Петровић није знао Крагујевчане, спискове су правили његови људи који су били из Крагујевца или су узимали имена од самих Крагујевчана. Иако је јасно да су Немци применили принципе одмазде и да би их спровели и без обзира на било шта и било кога са српске стране, касније је ангажовање Петровића често тумачено као учешће у хапшењу или чак стрељању Крагујевчана. Ову оптужбу су у својим делима после рата категорички одбацивали сви аутори добровољачке провенијенције: Бошко Костић, Милутин Пропадовић, Ђоко Слијепчевић, Бора Карапанџић и други.. Мирко Бојић у прилично избалансираној студији (Југословенски народни покрет "Збор": 1935-1945: Један критички прилаз ), анализирајући многобројне исказе, утврдио је да добровољци нису учествовали у рацији од 20. октобра, а да су полиција и добровољци претходно похапсили неке људе које су Немци увртсили у спискове за стрељање, али да су својом акцијом касније да део људи (од Дедијерових 600, до Б. Костићевих 3000) скину са листе спискова, јер је прикупљено знатно више становништва од планираног броја за одмазду стрељањем. У жељи да спасу српско становништво, а по признању самог Петровића, ухватили си и довели 200 Цигана и заменили их Србима.
Приликом формирања Десетог одреда Српског добровољачког корпуса у Крагујевцу 29. октобра 1941. године, Војновић је постављен за његовог команданта.
У априлу 1942. под налетом злогласне усташке „Црне легије” Јуре Францетића српске избеглице су морале да беже из источне Босне. У злочиначком пиру усташе су поклале око 4.000 Срба од Власенице до Скелана, а 20.000 избеглих прихваћено је на другој обали Дрине, у Рачанском срезу у Србији. Највише их је било у Бајиној Башти. У акцији збрињавања избеглица учествовао је и Десети добровољачки одред под командом Милоша Војновића Лаутнера.

У току 10. априла добровољачки одред под командом Милоша Војновића, распоређен је на Дрини у рејону Љубовије. С тог простора одред је одржавао везу са устаничким снагама у Босни и помагао припадницима да се склоне од усташко-немачких потера и напада и повуку у Србију. Ова јединица је прихватила народ који је бежао ка Србији испред усташа и њихових злочина на српским живљем за време офанзиве у источној Босни. Под командом Војновића организовано је више прихватних центара. Такође, добровољачки извори наводе да су четничке снаге преко Босне, на њихов захтев, повремено снабдевали мањим количинама стрељачког наоружања и муницијом. У барем једном случају добровољци су одговорили на усташку ватру и ватром потискивали усташе од саме обале. Добровољци су прелазили и преко Дрине и прихватили становништво које је бежало од усташких напада.
Пишући о тим догађајима, „Ново време” је објавило и потресну фотографију жене која се спасла усташког ножа, а њен вапијући поглед преточен је у потпис испод снимка – „Мајко Србијо, помози!”. Ову фотографију је направио Милош Војновић, а по том мотиву Драгослав Стојановић је ускоро сачинио плакат којим је Недићева влада, њен Комесаријат за избеглице, позивао грађане Србије да помогну својој браћи у невољи с друге обале реке Дрине.
Дуго се није знало порекло фотографије на основу које је настао плакат, а онда је 2008. година обелодањена прича о томе. Ово сазнање дугујемо новинару, публицисти и историографу Ђорђу Пилчевићу, дописнику „Политике” из Ужица који није утулио своју новинарску страст. Захваљујући томе коначно је осветљен настанак плаката који је можда и пресудно утицао на Стојановићев трагични крај, о чему је Политика писала почетком фебруара 2008, поводом рехабилитације овог ствараоца. Пилчевић је у редакцију Политике послао копију оригиналног снимка који је оновремено сачинио Милоша Војновића и објаснио како се ова фотографија нашла у његовој личној архиви. Боравајући у Чачку пре двадесетак година, Пилчевић је посетио оца Платона Милојевића, игумана и старешину манастира Рача код Бајине Баште од 1939. до 1949. године, коме Србија остаје вечно дужна јер је током Другог светског рата сачувао Мирослављево јеванђеље, закопано испод камених плоча олтара. манастирске цркве.

Током разговора, отац Платон је Пилчевићу показао и поклонио фотографију жене избеглице објављену у „Новом времену” 1942. године. Снимак му је, како је објаснио, дао љотићевски командант Милош Војновић Лаутнер, који је повремено долазио у манастир Рачу. На фотографији је написано: „Снимио М. Војновић”, тако да је енигма о њеном аутору коначно расветљена. Нажалост, отац Платон није могао да саопшти и име жене са снимком, што остаје као једина непозната у причи о овом историјском документу. Пилчевић наводи да је Лаутнер био велики заљубљеник у фотографију, због чега никада није одвајао од фотоапарата, снимајући поједине догађаје и личности. Његове филмове је развијао и израђивао му фотографије познати ужички фотограф Илија Лазић.
Након коначног слома устанка у Србији, који се одвијао у два таласа - први у новембру и децембру 1941. године, а други почетком 1942. године - већина четничких јединица Југословенске војске у отаџбини (ЈВуО), око 20 одреда, легализована је од стране Владе народног спаса Милана Недића. Те јединице су формално постале део Српске народне гарде. Овај потез омогућио је ЈВуО да избегне уништење током немачких офанзива на устанике, за разлику од комунистичких формација (партизана) које су претрпеле пораз и биле приморане на повлачење из Србије.
Легализација је имала неке позитивне ефекте, као што су очување живота и наоружања устаника. Међутим, донела је и негативне последице у виду смањења борбеног морала и дисциплине, као и игнорисања наређења ЈВуО. Недуго након легализације, дошло је до сукоба између илегалних четника, легализованих четника и љотићеваца. У овим сукобима је учестововао и Лаутнер, који је водио акције против Југословенске војске у Отаџбини и партизанског покрета.
По неким наводима једна од његових акција била је заробљавање начелник Команде Источне Босне и Херцеговине мајора Јездимира Дангића у месту Рогачица код Бајине Баште, током ноћи између 11. и 12. априла 1942. године. У овој акцији, Лаутнер је предводио СДК.
По другим наводима, за које постоје историјски извори првог реда (Изводи из књиге примљених телеграма штаба Драже Михаиловића од 19. марта до 18. априла 1942. године и Извештај мајора Радослава Бурића од 26. марта 1942. Дражи Михаиловићу о војно-политичкој ситуацији у Источној Босни и стању четничких јединица), током борби за источну Босну, мајор Радослав Ђурић („Херман“) обавештава Врховну команду ЈВуО да је Јездимир Дангић састаo са потпуковником Манојлом Кораћем, a постојали су и контакти и сарадња са Милошем Војновићем. На основу ових историјских извора може се закључити да су Дангића ухапсили Немци, а да су информације добили од доушника из Бања Луке.
- 19. март 1942, Босна: Ситуација је озбиљна. Партизани држе Власеницу и Милиће и опсједају Рогатицу и Хан Пијесак. Сребреница и Дрињача у нашим рукама. По Зворнику само наши одреди. Босанци се неће борити против партизана. Тамо где су партизани са нашим одредима, официри су морали да напусте одреде јер партизани побију све старешине (одреда) које ухвате. Рачићева чета жели да се бори, али је бројчано слаба. Партизани 2000 јаки. Матић са 1000 људи кренуо је из Ужица ка Рогатици. Уз Недићево одобрење, Дангић се данас састаје са Кораћем. Дакићев одред пришао је партизанима. Дангић уопште нема снаге да се бори. Као појачање ће доћи и Љотићевци из Бајине Баште.[17]
- 19. март 1942. - депеша мајора Радослава Ђурића Врховној команди ЈВуО од 19. март1942. Мајор Ђурић је у свом извештају од 26. марта 1942. године обавестио генерала Дражу Михаиловића о детаљима сарадње добровољачке команде из Бајине Баште са штабом источнобосанских четника: У вези са акцијом у Босни, постоје многе личне амбиције како појединаца тако и појединих политичких партија, и то: земљорадника (позадина Дангићевог војводе Ботића, војводе Риста Ђукановића), ЈРЗ и љотићеваца. Љотићеви раде преко команданта свог одреда у Б. Башти — Лаутнера. Успео је да постане Дангићев интимни пријатељ, често су заједно, а у Дангићев штаб често долази и Никићев инспектор Љотићевих одреда.[18]
- 30. марта до 2. априла 1942. - Дангић борави у Београду, ради договора о сарадњи са немачким окупатором и владом Милана Недића у борби против НОП-а у источној Босни[17]
- 9. април 1942. Дангић је тражио новчану помоћ и добио 2 мил. Помоћ у људима и оружју ради сузбијања партизана обећана. Немци му ставили до знања да ће сав терен очишћен од партизана имати у потпуној власти.[17]
- 10. април 1942. Новак (Карел Новак Карло, генералштабни мајор војске Краљевине Југославије, тада начелник Штаба четничке Команде Словеније и организатор четника у Словенији) јавља да је отклоњена интервенција Немаца и да су већ сада почели незванично у муницији да помажу четничку ствар. Од владе и Немаца издејствовао слободно пребацивање оружаних снага из Србије (Детаљан извештај писмено послат). Опасност од Немаца за људство за сада не постоји. Оружје је хитно.[17]
- 10. април 1942. Дангић се сложио са гледиштем тајног одбора овде, те веза с Чичом односно према муслиманима и партизанима, влади и окупатору. Треба га стално подржавати у правцу нашег настојања. Моли Чичу да му пошаље доброг и енергичног официра за шефа штаба. Ботића обавестити о нашој концепцији и рећи му да по овим питањима држи са нама. Дангић већ два дана конферише овде. Састао се са нашим људима Пером Слијепчевићем25 и Јовом Поповићем. Поздрав Јован (Није утврђено ко је Јован)[17]
- 11. април 1942. Према изјави Дангића на саслушању 1945. године, њега је 9. априла 1942. ухватила немачка заседа на путу између Рогачице и Бајине Баште. Према немачким документима, ухапшен је 11/12. априла 1942. (Зборник НОР-а, том XII, књ. 2, док. бр. 60, нап. 13; А. Милетић, н.ч., ВИГ, бр. 2/1972)[17].
- 14. април 1942. Немци ухватили и одвели Дангића. Ботић преузима његову дужност[17].
- 18. април 1942. Дангић ухапшен. Потказао га Бањалучки адвокат Костић. Недић наредио да се Костић стога ухапси. Очекује се Дангићево пуштање[17].

У историјском документу првог реда - Белешке лекара Ројтера од 21. априла 1942. о расположењу после хапшења Дангића, о усташком масовном убијању Срба у Бјеловцу и незадовољству због односа Немаца према Србима, објављеном у Зборнику докумената: УСТАШКА ЗВЕРСТВА (1941–1942), вођа Љотићеве групе у Бајиној Башти, Милош Лаутнер је 17. 4. 1942. године изјавио доктору Ројтеру, главном санитетском официру при Командујућем генералу и војном заповеднику у Србији: "Група је сад већ 7 месеци у акцији, али никога није брига за њу. У последњих 8 недеља, за 350 људи добила је седам пари ципела, иначе ништа. Насупрот томе, Руски заштитни корпус добија најбољу обућу и добре југословенске униформе, иако Руси ништа не раде и војно су скоро неупотребљиви, јер су сви престарели. Љотићеви људи су након хапшења Дангића постали несигурни, јер се, с обзиром да су били Дангићеви симпатизери, плаше да ће се сад и против њих заузети став у некаквој форми".
Доктор Ројтер даље износи следећа запажања: "Од Дангићевих људи треба очекивати да ће од сад у великом броју прелазити партизанима, како би заштитили леђа од усташа и Немаца. Хапшење Дангића би могло да има далекосежне последице за устанички покрет у целој Босни и Санџаку. У српским круговима не може да се схвати да Немци недела усташа тако мирно посматрају и да при том очекују да ће им Срби бити наклоњени. Покретачка сила за усташка убиства је римокатоличка црква. Свештеници хушкају усташе на убиства. Они им дају ракије и благослове их пре њихових пљачкашких похода. Говоре им како ће том мисијом извршити једно богоугодно дело када буду безобзирно искоренили јеретичке православце заједно са женама и децом. Свештеници од Хрватске хоће да начине упориште римокатоличке цркве и један бастион против свих будућих антикатоличких настојања. Поподне, 17. 4. 42 посетио сам село Бијеловац са друге стране Дрине, 6 км удаљено од Љубовије. Пре 6 дана овде су дошле усташе на седам камиона, један и по до два сата су убијали жене и децу а затим су поново отишли. Већину лешева одмах су побацали у Дрину, а остатак су Срби касније покопали. Испред села налазио се већи слободан простор, на коме су се по свуда могли наћи трагови убистава, расути комади одеће, сасушене локве крви, разбијено покућство итд. На једном месту лежало је оно што је остало од једног женског леша и од једног малог детета, које су дали да их пси прождеру (приложена слика). На једном месту лежало је пуно комада одеће жена и деце. Земља је била натопљена крвљу (приложена слика). У једном жбуну висила је једна изврнута дечја колевка, поред ње су лежали кревети и једна дечија кошуља (приложена слика). На обали Дрине видео сам пса који је ждерао један женски леш, од кога су остали само још лобања, карлична кост и утроба. Црево је као дугачак канап лежало извучено између камења на обали (приложена слика). На удаљености од око 3 км од Дрине налазио се свеж гроб једног леша пронађеног тек после неколико дана. Дао сам да се отвори. Била је то једна жена, на којој су се видели тешки убоди и вишеструки пре ломи као и велики крвни подливи, који су сигурно проузроковани ударцима на челу и десној слепоочници. На врату су се налазили убоди и широки резови на грудима и по телу. Десно ухо било је до пола одсечено и покидано (приложена слика). Посвуда се наводи да су усташе приликом овог напада биле пијане.  Међу њима се нашло и неколико оних који на капама нису носили „U” него совјетску звезду петокраку. Ови партизани су урадили све оно што су усташе наређивале, тако да је очигледно да су ови последњи имали команду".
Аутентични документи првог реда из четничких и немачких војних извора, објављени у стручној историјског литератури, дају јаснију слику о томе шта се у пролеће 1942. године дешавало на подручју Источне Босне. 
У јануару 1943. године, Српски добровољачки корпус је реорганизован у пет батаљона, а за команданта Четвртог добровољачког батаљона је постављен Милош Војновић Лаутнер.
Убијен је септембра 1943. године код села Сеча Река, у заседи коју је организовао поручник Филип Ајдачић. За одмазду, немачке снаге су 23. септембра 1943. године напале снаге ЈВуО, а затим спалиле Сечу Реку.

## Наслеђе
Књижевник и академик Љубомир Симовић помиње Лаутнера у својој књизи Ужице са вранама.